# Termini de prescripció més curt
El termini de prescripció més curt és una disposició prevista en els tractats internacionals sobre drets d'autor. Aquesta disposició permet que els països signataris puguin limitar la durada dels drets d'autor concedits a les obres estrangeres com a màxim al termini establert en el país d'origen de l'obra. En general, és una norma d'aplicació en certes lleis per a regular situacions transitòries i retroactives.

## Fonament
Els tractats internacionals de drets d'autor, com el Conveni de Berna o el Conveni universal de drets d'autor es fonamenten en el tracte nacional: els països signataris es comprometen a protegir els drets d'autor de les obres estrangeres basant-se en les seves lleis locals i sota les mateixes normes que atorguen drets d'autor per les obres locals. Si una obra està subjecte a drets d'autor, i per quant de temps, es regeix per les lleis del país on es reclama els drets d'autor sobre l'obra. Tant el Conveni de Berna com també el Conveni universal de drets d'autor només defineixen els requisits mínims pels drets d'autor que tots els països signataris han de complir, però qualsevol país és lliure d'anar més enllà d'aquest denominador comú mínim en la seva legislació. Això és més apreciable en els terminis de prescripció dels drets d'autor. El Conveni de Berna estableix un termini mínim de drets d'autor fins a 50 anys després de la mort de l'autor (50 anys post mortem auctoris). Això no obstant, molts països tenen uns terminis més llargs, com ara 70 anys p.m.a., o fins i tot 100 anys p.m.a.
Per tant, la mateixa obra pot tenir diferents terminis de protecció en diferents estats. Els seus drets d'autor poden haver expirat ja en els estats amb un termini més curt i, alhora, encara poden estar protegides en altres estats amb uns terminis més llargs. El tracte nacional per tant pot provocar un desequilibri: mentre que les obres d'un estat amb un termini mínim dels drets d'autor estan protegides durant més temps en altres estats amb terminis més llargs, les obres d'aquests estats amb terminis més llargs poden ser ja de domini públic en els estats amb un tractament de requisits mínims quan continuen protegides en l'estat d'origen.
En aquests casos, l'aplicació del termini de prescripció més curt té en compte el principi de reciprocitat com a excepció del tracte normal local. Els estats amb un termini llarg dels drets d'autor només apliquen el termini exterior més curt a les obres d'aquells estats que tenen aquest termini més curt.

## Conveni universal de drets d'autor
En el Conveni universal de drets d'autor, la comparació dels terminis s'explica en l'article IV.4.a de la següent forma:
| « | Cap estat contractant no estarà obligat a protegir una obra per un període major que el fixat, per a la classe d'obres a la que pertanyi, per la llei de l'estat on l'autor n'és súbdit si es tracta d'una obra no publicada i, en el cas d'una obra publicada, per la llei de l'estat contractant on hagi estat publicada per primera vegada. | » |

Responent a les preocupacions de la delegació japonesa, el president de la conferència va aclarir que això inclou els tipus d'obres no protegides en absolut al seu país d'origen (com s'especifica), ja que aquestes tenen una durada de protecció igual a zero. Així, altres països no estarien obligats a concedir drets d'autor sobre aquestes obres estrangeres, encara que obres similars locals puguin estar protegides.

## Conveni de Berna
En el Conveni de Berna per a la protecció d'obres literàries i artístiques existeix una norma similar, però no per a classes d'obres sinó considerant obres individuals. L'article 7.8 del Conveni de Berna diu:
| « | En tots els casos, el termini de protecció serà l'establit per la llei del país en què la protecció es reclami; no obstant, a menys que la legislació d'aquest país no disposi una altra cosa, la duració no excedirà del termini fixat en el país d'origen de l'obra. | » |

Igualment, l'aplicació d'aquesta norma no és obligatòria. Qualsevol estat pot disposar altrament a la seva legislació. Per a això, no cal incloure una excepció expressa en la llei de drets d'autor local.
El Conveni de Berna també estableix a l'article 5.2 que l'exercici d'aquests drets...
| « | són independents de l'existència de protecció en el país d'origen de l'obra. En conseqüència, sense perjudici de les estipulacions del present Conveni, l'extensió de la protecció així com els mitjans processals acordats a l'autor per a la defensa dels seus drets es regiran exclusivament per la legislació del país en què es reclama la protecció. | » |

Això especifica el tracte nacional, i també fa que l'existència de drets d'autor sobre una obra en un estat sigui independent dels drets sobre la mateixa obra en altres estats.

## Tractats bilaterals de drets d'autor
Els termes dels tractats bilaterals existents o futurs poden anul·lar aquests convenis, sempre que aquests tractats bilaterals compleixin els requisits mínims dels convenis. Això està definit a l'article 20 del Conveni de Berna i en els articles XVIII i XIX del Conveni universal de drets d'autor.

## Situació al món
| Àrees i estats                     | Termini més curt                                                                 | Fonts |
| ---------------------------------- | -------------------------------------------------------------------------------- | --- |
| Conveni de Berna, estat signataris | Sí, si s'especifica en la legislació dels signataris                             | Art. 7(8) |
| Unió Europea, estats membres       | Sí (amb excepcions; només per estats no membres)                                 | Art. 7(1), Directive 2006/116/EC of the European Parliament and of the Council of 12 December 2006 on the term of protection of copyright and certain related rights                                                 |
| Albània                            | Sí                                                                               | Art. 24, Law No. 9380 of May 28, 2005 |
| Andorra                            | No, excepte si és domini públic en el moment d'adhesió a un acord internacional. | Disposició transitòria 2, Llei sobre drets d'autor i drets veïns, de 1999. |
| Antiga i Barbuda                   | Sí                                                                               | s. 153(3), Copyright Act, 2002 |
| Argentina                          | Sí                                                                               | Art. 15, Ley N° 11.723 del 28 de septiembre de 1933 - Régimen Legal de la Propiedad Intelectual |
| Armènia                            | No                                                                               | Art. 71, Copyright, Law, 2006 |
| Austràlia                          | Sí                                                                               | Item 5, Copyright (International Protection), Regulations, as consolidated 2005 |
| Belarús                            | Sí, pels signataris del Conveni de Berna                                         | Art. 3, Copyright (Adjacent Rights), Law No. 370-XІІІ, consolidated 2008 |
| Brasil                             | No                                                                               | Title 1 Art. 2 Copyright, Law, 19/02/1998, No. 9.610 Arxivat 2011-06-04 a Wayback Machine. |
| Canadà                             | Sí, excepte per l'Àrea de Lliure Comerç d'Amèrica del Nord (EUA i Mèxic)         | s. 9(2), Copyright Act, R.S., c. C-30 |
| Colòmbia                           | No                                                                               | Art. 11, Ley N° 23 de 1982 (28 de enero) - Sobre derechos de Autor |
| Corea del Sud                      | No                                                                               | Art. 3, Korean Copyright Act Consolidated 17 Oct 2004 |
| Costa d'Ivori                      | No                                                                               | Art. 4, Loi n° 96-564 du 25 juillet 1996 relative à la protection des oeuvres de l'esprit et aux droit des auteurs, des artistes-interprètes et des producteurs de phonogrammes et vidéogrammes                      |
| Dominicana, República              | Sí                                                                               | Art. 21, Ley sobre Derecho de Autor |
| Eslovàquia                         | Sí                                                                               | Sec. 2 Par. 4 de la Llei de Drets d'Autor (Llei No. 618/2003 Coll.) |
| Estats Units d'Amèrica             | No, excepte domini públic en el país d'origen a la data de restauració           | 17 USC 104(c) and 17 USC 104A |
| Filipines                          | No, excepte principi de reciprocitat per secció 231                              | Sec. 221.2 i 224.2, Republic Act No. 8293 Arxivat 2008-10-30 a Wayback Machine. |
| Guatemala                          | Sí                                                                               | Art. 43, Leu de Derecho de Autor i Derechos Conexos |
| Hondures                           | Sí                                                                               | Article 44, Ley del Derecho de Autor y de los derechos conexos de 1999 Arxivat 2011-05-24 a Wayback Machine. |
| Hong Kong                          | Sí                                                                               | s. 198(3)(b), 229(8)(b), 229A(6)(b), Copyright Ordinance (Cap. 528) |
| Índia                              | Sí pels estats designats en relació oficial                                      | Art 7, Copyright, Order, 1991, modificada el 1999 i 2000 |
| Indonèsia                          | No                                                                               | Art. 76c, Law of the Republic of Indonesia Number 19 Year 2002 Regarding Copyright |
| Islàndia                           | No                                                                               | Art. 61a, Copyright Act del 2008 |
| Israel                             | Sí                                                                               | Art. 44, Copyright, Act, 2007 |
| Japó                               | Sí                                                                               | Art. 58, Law No. 48 of 6 May 1970, modificat el 2006 |
| Líban                              | No                                                                               | Chap. 4, Copyright, Law, 03/04/1999, n° 75 |
| Macau                              | Sí                                                                               | Art. 51, Decree-Law 43/99/M of August 16, 1999 |
| Mèxic                              | No                                                                               | Art. 29, Ley Federal del Derecho de Autor (1996), no modificada per la Ley Federal del Derecho de Autor (2003) Arxivat 2008-09-11 a Wayback Machine.                                                                 |
| Nigèria                            | No                                                                               | Arts. 4A and 33, Copyright, Act (Consolidation Ch. 68), 1988 (1999), No. 47 (No. 42) |
| Noruega                            | Sí                                                                               | Art. 6, Copyright (Other Countries EEA TRIPs UCC), Regulation, 25/04/1997 |
| Nova Zelanda                       | No, excepte domini públic en la data d'entrada en vigor de la llei (15 des 1994) | Pt. 11 Sec. 230.3(b), Copyright Act 1994 No 143 (as at 07 July 2010) |
| Oman                               | No                                                                               | Art. 24, Copyright, Decree, 21/05/2000 - 1421, No. 37 |
| Pakistan                           | Sí pels estats designats en relació oficial                                      | Chapter XI Item 54(iii), Copyright, Ordinance (Consolidation), 02/06/1962 (29/09/2000) i Schedule section (p. 43), International Copyright Order, 1968 (18 June 2000) Arxivat 17 de desembre 2008 a Wayback Machine. |
| Paraguai                           | No                                                                               | Art. 180, Copyright, Law, 27/08/1998, No. 1328 |
| Rússia                             | Sí                                                                               | Article 1256.4 del Codi Civil de la Federació Russa |
| Saint Vincent i les Grenadines     | No                                                                               | Art. 6(b), Copyright Act, 2003 |
| Singapur                           | Sí                                                                               | s. 4, Copyright (International Protection) Regulations Arxivat 2008-01-28 a Wayback Machine. |
| Suïssa                             | No                                                                               | Chap. 6, Federal Law on Copyright and Neighboring Rights |
| Tailàndia                          | No                                                                               | Art. 61, Copyright Act Arxivat 2009-03-06 at Archive.is |
| Taiwan, República de la Xina       | Sí                                                                               | Art. 106bis, Copyright Act |
| Turquia                            | No, excepte domini públic en la data d'entrada en vigor de l'article 88          | Art. 88, Copyright Act Arxivat 2008-10-02 a Wayback Machine. per additional Art. 2 |
| Txeca, República                   | Sí                                                                               | Sec. 107 Par. 4: Law No. 121/2000 Coll. |
| Veneçuela                          | No                                                                               | Art. 126, Ley sobre el Dercho de Autor as modified by the Decreto del 14 de agosto de 1993 Arxivat 2004-11-28 at Archive.is                                                                                          |
| Xina, República Popular            | No                                                                               | Art. 2, segon i quart paràgrafs, Copyright Law of the People's Republic of China as consolidated in 2010 |

## Situació a la Unió Europea
A la Unió Europea, els drets d'autor han estat harmonitzats entre els estats membres per la directiva europea 93/98/EEC relativa a l'harmonització del termini de protecció dels drets d'autor. Aquesta directiva vinculant, que va entrar en vigor l'1 de juliol de 1995, estableix la durada dels drets d'autor en tota la Unió a 70 anys p.m.a. També inclou en l'article 7 l'aplicació obligatòria del termini de prescripció més curt per a les obres procedents de tercers països. Dins de la UE, no s'aplica la comparació de terminis i els tractats internacionals existents poden anul·lar l'aplicació d'aquesta disposició. La Directiva 93/98/CEE va ser derogada i substituïda per la Directiva 2006/116/CE, de 12 de desembre de 2006, sobre la durada de la protecció dels drets d'autor i de determinats drets afins.
Els estats membres de la Unió Europea han implementat les directives 93/98/EEC i 2006/116/CE en les respectives legislacions.
Alemanya estén la no aplicació del termini de prescripció més curt a tots els estats membres de l'Espai Econòmic Europeu. Tampoc aplica la disposició en la comparació de terminis amb obres dels EUA, ja que no està previst en tractat bilateral del 1892 que encara està en vigor.
L'aplicació del termini de prescripció més curt entre els estats membres ja estava prohibida abans de la Directiva 93/98/EEC. Pels Tractats de Roma constitutius de la Comunitat Europea es prohibeix qualsevol discriminació basant-se en la nacionalitat (des del 2002 expressat en l'article 12, paràgraf 1, del Tractat de Maastricht). Aquesta discriminació es produeix si als autors locals se'ls concedeix un termini més llarg que als autors d'altres estats membres de la Unió.

## Situació als Estats Units
Quan els Estats Units van subscriure el Conveni de Berna, el Congrés nord-americà va declarar explícitament en la Llei d'implementació del Conveni de Berna de 1988 que el tractat no és d'aplicació directa en els Estats Units. Aquesta llei deixa clar que dins dels EUA només és aplicable la llei nord-americana sobre copyright i que aquesta ja va ser modificada per aplicar les disposicions de la Convenció de Berna (encara que no posava en pràctica l'article 18.1 de la Convenció de Berna, punt corregit posteriorment en la Llei dels acords de la Ronda Uruguai, URAA, del 1994).
Aquesta declaració es repeteix en la Llei de copyright dels EUA que assimila les obres foranes a les obres locals i que, a més, estableix que
| « | Cap dret o benefici sobre una obra subjecte a protecció sota aquest títol no podrà ser reclamat en virtut de, o en funció de, les disposicions de la Convenció de Berna o de l'adhesió dels Estats Units a la mateixa. Cap dret sobre una obra subjecte a protecció sota aquest títol, que derivi d'aquest títol, d'altres lleis federals o estatals o del dret comú, no s'ampliaran o es reduiran en virtut de, o en funció de, les disposicions de la Convenció de Berna o de l'adhesió dels Estats Units a la mateixa. | » |

Tots els requisits de la Convenció de Berna per tant cal que s'enunciïn explícitament en la Llei de copyright dels EUA per fer-les efectives en els Estats Units. Però el títol 17 del Codi dels Estats Units no conté cap article sobre el termini de prescripció més curt. L'única menció d'aquesta disposició es va afegir el 1994 amb la URAA que restaura automàticament els drets d'autor de moltes obres foranes, llevat que ja fossin de domini públic al seu país d'origen en la data URAA (en general l'1 gener 1996). Els tribunals nord-americans han denegat en diverses ocasions l'aplicació del termini de prescripció més curt, ja que no està previst en la llei.